# La Ligne (film, 2004)
Pour les articles homonymes, voir Ligne  (homonymie).
Pour plus de détails, voir Fiche technique et Distribution.
La Ligne est un film français réalisé par Darielle Tillon et sorti en 2004.

## Fiche technique
- Titre : La Ligne
- Réalisation : Darielle Tillon
- Scénario : Guillaume Esterlingot et Darielle Tillon
- Photographie : Philippe Elusse
- Costumes : Olivia Comte
- Décors : Citronelle Dufay
- Montage : Christophe Nowak
- Musique : Christian Quermalet
- Son : Cédric Deloche
- Montage son : Sébastien Noiré
- Mixage : Emanuel Crozet
- Production : Sunday Morning Productions
- Pays de production :  France
- Durée : 58 minutes
- Date de sortie : France - 30 novembre 2004[1]

## Distribution
- Vincent Branchet
- Hélier Cisterne
- Catherine Klein

## Distinctions

### Récompense
- Mention spéciale aux Rencontres internationales du moyen métrage de Brive 2005

### Sélections
- Festival du film de Belfort - Entrevues 2004[2]
- Festival Côté court de Pantin 2005